# Franz Henrich

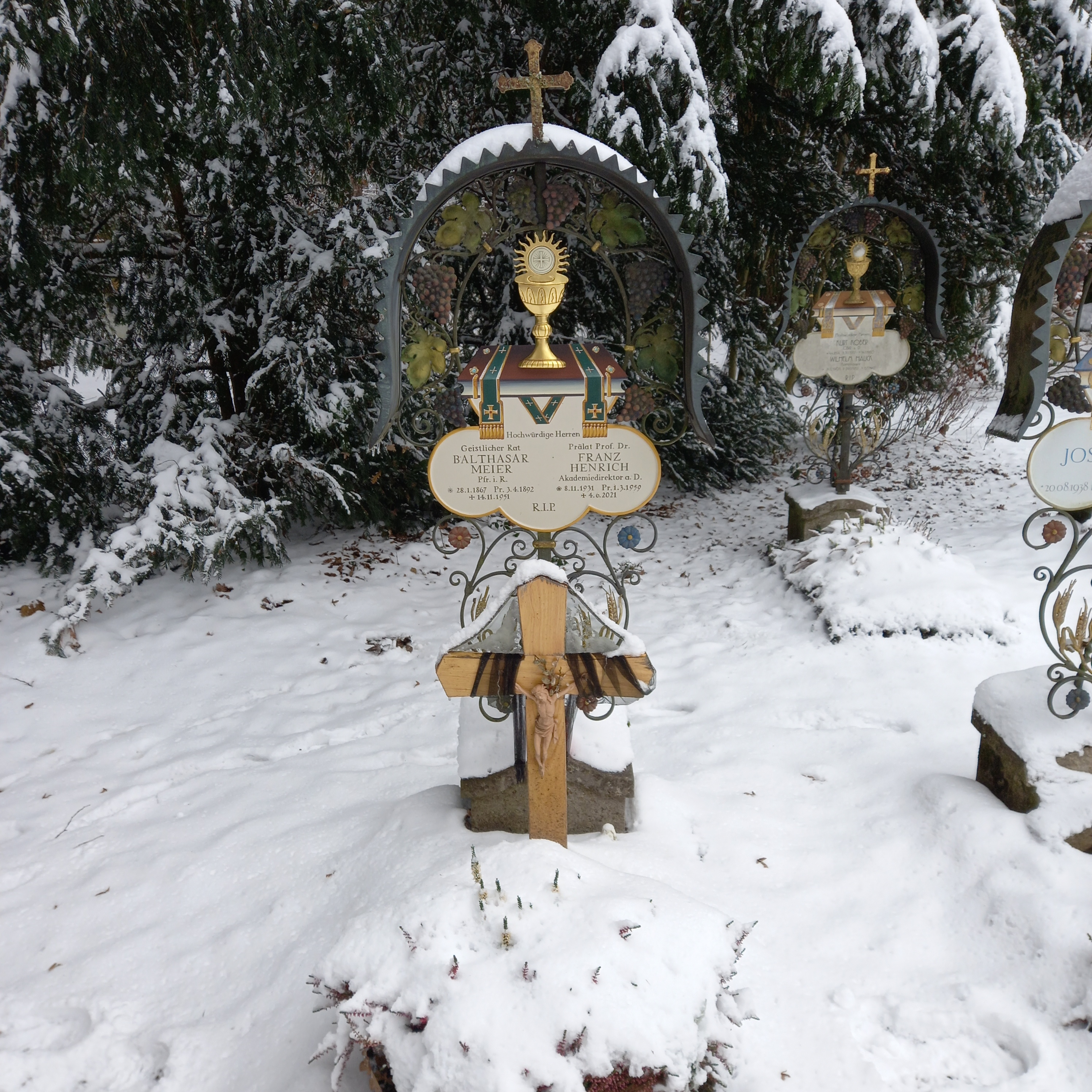
Das Grab von Franz Henrich auf dem Waldfriedhof (München)

Franz Henrich (* 8. November 1931 in Niedergailbach; † 4. Juni 2021 in München) war ein deutscher römisch-katholischer Priester, Theologe und Autor. Er war von 1967 bis 2000 Direktor der Katholischen Akademie in Bayern. In dieser Eigenschaft gab er auch zahlreiche Schriften heraus.

## Leben
Franz Henrich wurde im saarländischen Ort Niedergailbach in die Familie eine Lehrers geboren und hatte drei Geschwister. Der Vater fiel 1945 als Soldat im Zweiten Weltkrieg, wovon die Familie aber erst 1948 erfuhr. Nach dem Abitur begann er 1952/53 in München und Mainz Theologie zu studieren. Das Studium finanzierte er als Arbeiter in einer Steinfabrik, als Bierfahrer und als Lokalreporter. 1959 empfing er das Sakrament der Priesterweihe für das Bistum Speyer. Seine erste Kaplanstelle trat er als Jugendkaplan in Ludwigshafen am Rhein an.
1967 wurde er als Nachfolger von Karl Forster Direktor der Katholischen Akademie in Bayern, einer Gemeinschaftseinrichtung der sieben bayerischen Bistümer, und übte dieses Amt mehr als 30 Jahre bis zum Jahr 2000 aus.
Henrich war von 1968 bis 1998 Mitglied des Rundfunkrats und von 1972 bis 1998 Vorsitzender des Hörfunkausschusses des Bayerischen Rundfunks. Ab 1967 war er Herausgeber der Reihe Schriften der Katholischen Akademie in Bayern und von 1977 bis 1981 Vorsitzender der Katholischen Bundesarbeitsgemeinschaft für Erwachsenenbildung (KBE).
1990 äußerte sich Henrich kritisch über das Engelwerk. Er sprach von „einer Räuberbande, die zum Teil von Bischöfen gedeckt wird“ und bezeichnete es als Sekte.
Im Ruhestand lebte Franz Henrich zuletzt mehrere Jahre in München in unmittelbarer Nachbarschaft zur Katholischen Akademie.

## Veröffentlichungen (Auswahl)
Autor
- Das Einwirken der Bünde katholischer Jugendbewegung auf die katholische Jugendseelsorge in Deutschland. Unter besonderer Berücksichtigung der eucharist.-liturg. Bereiches. Eine pastoralliturgische Untersuchung 1896–1945, München 1966 (Dissertation)
- Die Bünde katholischer Jugendbewegung. Kösel, München 1968.
- Ist Friede machbar? Kösel, München 1969.
- Erwachsenenbildung. 25 Jahre Erwachsenenbildung im Spiegel einer Zeitschrift. Patmos, Düsseldorf 1980.
- mit Walter Kerber: Eigentum und Bodenrecht. Materialien und Stellungnahmen. Kösel, München 1984, ISBN 978-3-466-25618-1.
- mit Volker Eid: Ehe und Ehescheidung. Diskussion unter Christen. Kösel, München 1984, ISBN 978-346-625619-8.
- mit Romano Guardini: Welt und Person. 6. Auflage. Grünewald, Würzburg 1988, ISBN 978-37867-1354-8.
- mit Anselm Bilgri: Kreuz und Kreatur – Zum Gesamtkunstwerk von Christine Stadler. Skulpturen in Holz, Stein und Bronze, Mosaiken. Schnell & Steiner, Regensburg 1996, ISBN 978-37954-1101-5.
- Romano Guardini. Pustet, Salzburg 1999, ISBN 978-37917-1646-6.

Herausgeber
- mit Roman Bleistein: Jugend zwischen Schonraum und Emanzipation. Kösel, München 1982, ISBN 978-3-466-25620-4.
- Schriften der Katholischen Akademie in Bayern.

## Ehrungen und Auszeichnungen
- 1979: Ernennung zum Prälaten
- 1979: Schwabinger Kunstpreis (Ehrenpreis)
- 1985: Bayerischer Verdienstorden
- 1992: Verdienstorden der Bundesrepublik Deutschland (Verdienstkreuz 1. Klasse)
- 1995: Bayerische Verfassungsmedaille in Silber
- 1996: Goldene Medaille München leuchtet
- 1996: Minerva-Medaille
- 1997: Medaille Pro meritis scientiae et litterarum des Bayerischen Staatsministeriums für Unterricht, Kultur, Wissenschaft und Kunst
- 1998: Verleihung der Würde eines Honorarprofessors durch die LMU München
- 1999: Preis der Peregrinus-Stiftung der Bayerischen Akademie der Wissenschaften für seine Verdienste um Theorie und praktische Entwicklung der katholischen Erwachsenenbildung in Bayern
- 2000: Bayerische Verfassungsmedaille in Gold